# كهف ليونورا
كهف ليونورا (بالإنجليزية: Leonora's Caves)‏ هو كهف يقع ضمن أقاليم ما وراء البحار البريطانية في منطقة جبل طارق التابعة للتاج البريطاني.